# Битва на Галисе
Битва на Галисе — древнейшее в истории человечества сражение из тех, точная дата которых не вызывает сомнений.
Это сражение между мидянами во главе с Киаксаром и лидийцами во главе с Алиаттом произошло на реке Галис. Бой был прекращён из-за солнечного затмения, которое обе стороны восприняли как проявление божественной воли. Астрономы определили, что единственное полное солнечное затмение того времени выпало на 28 мая 585 года до н. э. Датировки более ранних затмений (как, например, затмения Мурсили или затмения Ашшур-дана III) вызывают споры.
О фактической стороне этого события повествуется в «Истории» Геродота:

На шестой год во время одной битвы внезапно день превратился в ночь. Это солнечное затмение предсказал ионянам Фалес Милетский и даже точно определил заранее год, в котором оно и наступило. Когда лидийцы и мидяне увидели, что день обратился в ночь, то прекратили битву и поспешно заключили мир. Посредниками были киликиец Сиеннесий и вавилонянин Лабинет. Они‑то и добились, чтобы лидийцы и мидяне принесли клятву примирения и скрепили её заключением брака. Они убедили Алиатта выдать замуж свою дочь Ариенис за Астиага, сына Киаксара. Ведь без таких родственных уз мирные договоры обычно непрочны.
Сражение было частью мидо-лидийской войны 590—585 годов до н. э. и завершило её. После затмения был заключён мирный договор, по которому река Галис стала границей Мидии и Лидии.